# Nuncia obesa
Nuncia obesa är en spindeldjursart. Nuncia obesa ingår i släktet Nuncia och familjen Triaenonychidae.

## Underarter
Arten delas in i följande underarter:
- N. o. grimmetti
- N. o. magna
- N. o. obesa
- N. o. rotunda